# Ivo Ladika
Ivo Ladika (Stažnjevec, Varaždin, 29. listopada 1912. − Vis, 16. kolovoza 1984.) je hrvatski pjesnik, leksikograf i novinar.

## Životopis
Rodio se je 1912. u Stažnjevcu. U Čakovcu i Varaždinu pohađao je srednju školu. Na studij je otišao u Zagreb gdje je studirao na Filozofskom fakultetu. 
Zaposlio se je u srednjoj školi gdje je radio kao profesor. Također je bio redaktor u Leksikografskom zavodu. Na Radiju Zagreb vodio je rubriku kulture. Uređivao je časopis Zagorski kalendar.
Umro je 1984. godine.

## Djela
Pjesničke zbirke:
- Lirika
- Čistilište srca
- Ljubavi i otrovi
- Danas i sutra
- Eros i more
- Labirint uma

Proza:
- Svakidašnji zapisi
- Dnevnik gimnazijalke

Eseji: 
- Krleža kao lirik
- Mihovil Pavlek Miškina

Dramska djela 
- Drame

## Antologije i zbornici
- Krist u hrvatskom pjesništvu: od Jurja Šižgorića do naših dana: antologija duhovne poezije (izbor i prir. Vladimir Lončarević), 2007.